# 拉沙佩勒戈丹
拉沙佩勒戈丹（法語：La Chapelle-Gaudin，法語發音：[la ʃapɛl ɡodɛ̃]）是法国德塞夫勒省的一个旧市镇，属于布雷叙尔区。2016年，拉沙佩勒戈丹与临近的5个市镇合并为新市镇阿让托奈。

## 地理
拉沙佩勒戈丹（46°55'53"N, 0°22'54"W）面积17.01 平方千米，位于法国新阿基坦大区德塞夫勒省，该省份为法国西部内陆省份，北起曼恩-卢瓦尔省，西接旺代省，南至夏朗德省和滨海夏朗德省，东临维埃纳省。
与拉沙佩勒戈丹接壤的市镇（或旧市镇、城区）包括：布雷敘爾、库隆日图阿尔赛、穆捷苏萨让通。

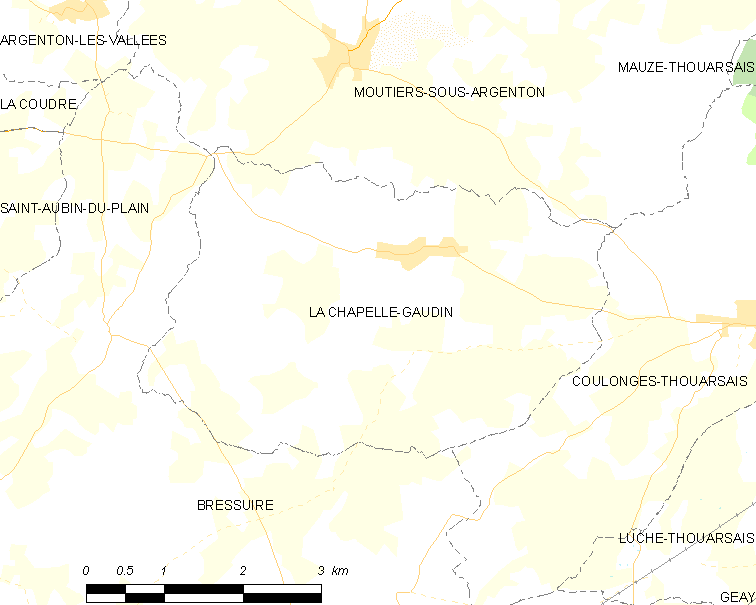
拉沙佩勒戈丹的OSM定位图

拉沙佩勒戈丹的时区为UTC+01:00、UTC+02:00（夏令时）。

## 行政
拉沙佩勒戈丹的邮政编码为79300，INSEE市镇编码为79072。

## 政治
拉沙佩勒戈丹所属的省级选区为布雷叙尔县。

## 人口

1962-2008年间拉沙佩勒戈丹人口变化图示

拉沙佩勒戈丹于2018年1月1日时的人口数量为264人。